# Florometra serratissima

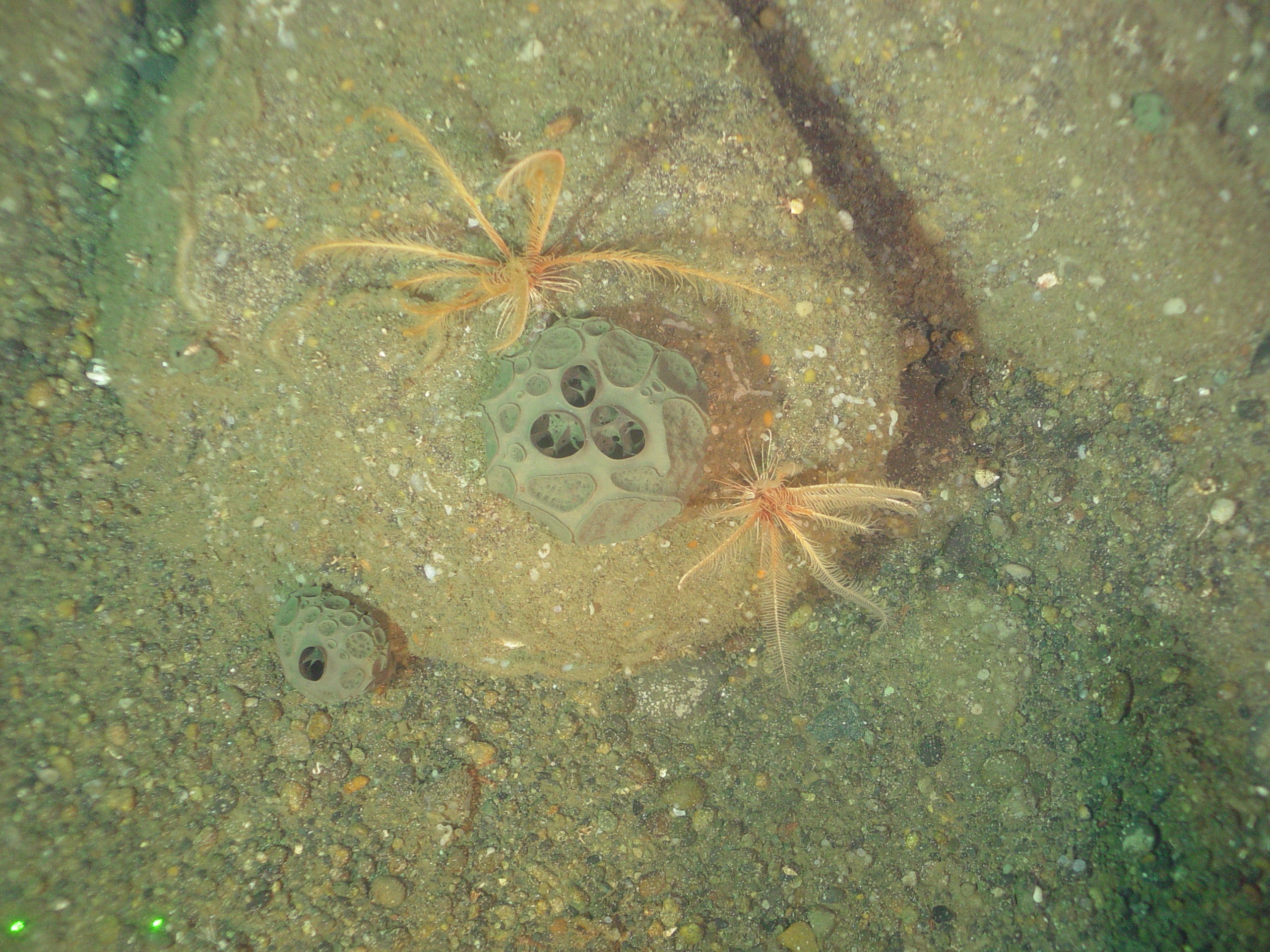

Florometra serratissima es una especie de lirio de mar de la familia Antedonidae, orden Comatulida.

## Morfología
Su cuerpo está formado por un disco central, compuesto de 2 o 3 anillos de placas, que alberga las vísceras. La boca y el ano están en la parte apical, lo que les diferencia del resto de equinodermos. La primera se sitúa en el centro, y el segundo, que sobresale en forma de cono, en un lateral. Tiene una serie de pínnulas alrededor del disco central o tegmen, cuyos segmentos terminales están modificados formando una especie de peine de púas protector. De simetría pentarradial.
Tiene 10 brazos visibles, aunque son 5 que se bifurcan nada más sobresalir de la placa centrodorsal, que miden entre 150 y 280 mm de longitud. Están pinnulados en un mismo plano, con unas 440 pínnulas cada brazo, lo que les da la apariencia de plumas, de ahí uno de los nombres comunes de los crinoideos en inglés: featherstar, o estrella de plumas. Los brazos se componen de osículos articulados, llamados braquiales, y de ligamentos y músculos. En su interior cuentan con extensiones de los sistemas nervioso, vascular y reproductivo. Al tiempo, las pínnulas poseen una serie de apéndices, o pies tubulares, que utiliza para la alimentación y la respiración.
Su corona, con los brazos extendidos, alcanza los 60 cm de diámetro. En su parte aboral, o inferior, poseen unos apéndices alargados para anclarse al sustrato, denominados cirri. En su caso son grandes y fuertes, miden unos 30 mm, y tienen unas 36 articulaciones. Los segmentos que los componen se denominan cirrales, y tienen una espina en su parte dorsal para facilitar el anclaje del animal.
Como la mayoría de los crinoideos, y muchos géneros del filo Echinodermata, poseen la capacidad de auto-amputarse un brazo, en situaciones de peligro para el animal. A esta facultad de algunos animales se le denomina autotomía, y, en el caso que nos ocupa, se combina con otra capacidad, la de regenerarlo por completo a continuación. Con frecuencia, en sustitución del brazo amputado, desarrollan dos nuevos brazos. La regeneración ocurre con tal frecuencia que, de 261 ejemplares estudiados, el 80% tenían, al menos, un brazo en este proceso. Aparte de los brazos, también pueden regenerar los cirri, las pínnulas o el intestino.
Para desplazarse por el sustrato utiliza sus cirri, pero es capaz de nadar, mediante el movimiento sincronizado de sus brazos en tres grupos, y de forma alterna; que oscilan verticalmente de abajo a arriba. En el primer arranque, el animal se eleva unos 30 cm de su anclaje, para nadar a continuación, a una velocidad de unos 6.8 cm por segundo. Tras nadar continuadamente durante unos 4 minutos, necesita un periodo de descanso de entre 5 y 17 minutos para reanudar la natación.
Su color, normalmente uniforme, puede ser amarillo, canela, marrón amarillento, o marrón rojizo; y los cirri son de blanquecinos a marrón claro.

## Hábitat y distribución
Se localizan entre 11 y 3.233 metros de profundidad, y en un rango de temperaturas entre  1.62 y 9.76 °C. En fondos rocosos o arenosos, y siempre en lugares con corrientes. 
Se distribuyen en el océano Pacífico noreste, desde el norte de Alaska y Canadá hasta la Baja California, México.

## Alimentación
Son filtradores, y se alimentan utilizando un mucus y unos sensores ubicados en el extremo de sus pínnulas, que les permiten atrapar zooplancton, como diatomeas, foraminiferos, pequeños crustáceos o jóvenes moluscos; y fitoplancton.

## Reproducción
Las gónadas se localizan en algunas pínnulas de la parte proximal de los brazos. Son dioicos y la reproducción sexual se produce por fertilización externa.  Las hembras ovulan unos 23.800 huevos durante tres días de cada mes. Las larvas doliolarias salen al exterior 35 horas después de la fertilización, nadan utilizando el movimiento sincronizado de sus cilia, y poseen un tallo, que pierden al madurar, convirtiéndose en animales de vida libre. Asimismo, las larvas son de simetría bilateral y evolucionan a una simetría pentarradial cuando se transforman a la morfología definitiva del animal.